# Ján Chryzostom Korec
Ján Chryzostom Korec (Bossány, 1924. január 22. – Nyitra, 2015. október 24.) szlovák jezsuita szerzetes, nyitrai püspök, bíboros.

## Pályafutása
1939-ben belépett a jezsuita rendbe. A znióváraljai gimnáziumban tanult. 1950-ig filozófiát és teológiát tanult Rózsahegyen, Nagyszombatban és Brünnben. 1950 áprilisában a kommunisták gyűjtőtáborba internálták. Még ugyanezen év október 1-jén pappá szentelték. Kiengedése után 1960-ig munkásként dolgozott. 

### Püspöki pályafutása
1951. augusztus 24-én Pavol Hnilica titokban püspökké szentelte. 1958-tól a biztonsági szolgálat is megfigyelte. 1960-ban 12 évi fogságra ítélték. 1968-ban elengedték és különböző szakmákban dolgozott. Hivatalosan 1969-ben VI. Pál pápától kapta meg püspöki jelvényeit. 1984-ben nyugdíjba vonult. Fontos szereplője volt a szlovákiai ún. titkos egyháznak.
1990-től a pozsonyi szeminárium rektora lett. Ugyanekkor II. János Pál pápa nyitrai püspökké nevezte ki, 1991-ben pedig bíborossá kreálta. 1999-ben kérte püspöki felmentését, 2005-ben ezt XVI. Benedek pápa elfogadta.
Több esetben tett visszás kijelentéseket és tetteket Jozef Tiso megítélését illetően.

## Elismerései
- 1993 francia állami kitüntetés
- 1995 Ľudovít Štúr Érdemrend I. osztálya
- 1999 Andrej Hlinka Érdemrend I. osztálya

## Művei
- 1947 Filozofické otázky dialektického materializmu
- Dráma ateistického humanizmu. Úvahy o kresťanskej spiritualite
- 1949 O pôvode človeka. szamizdat
- 1971 O kompetencii vied. sz.
- 1971 Nad vznikom a vývojom života. sz.
- 1972 Záchrana v Kristovi. sz.
- 1985 Vo svetle blahozvesti. sz.
- 1987 Kristov kňaz. sz.
- 1987 O poslaní kňaza. sz.
- 1987 Cirkev uprostred problémov. sz.
- 1987 Cirkev v rozvoji. sz.
- 1986/1992/1993 Úvahy o človeku I-II. Bratislava
- 1993 Kto je človek. In: Slovenské pohľady 1993/1.
- 1993 Cyrilometodská tradícia dnešok. In: Slovenské pohľady 1993/7.
- 2000 Filozof zdravého rozumu. In: Verbum 2000/4, 65–88.